# ぴっちぴち♪しずくちゃん
『ぴっちぴち♪しずくちゃん』は、2012年10月5日から2013年9月27日まで独立局にて放送されたアニメ。『しずくちゃん』のアニメ第3期にあたる。

## 概要
前作『ぷるるんっ!しずくちゃん あはっ☆』以来4年振りのアニメ作品であり、放送局がテレビ東京から独立局に、さらにアニメーション制作がトムス・エンタテインメントから日本の旭プロダクションと韓国のYoonif E&C（第16話まで）、K's CRAFT（第17話以降）の共同制作に変更された。舞台はしずく星のしずくの森となり、そこに地球から迷い込んだミクちゃん一家との交流などを描く。
韓国ではMBCにて2013年4月18日から11月14日にかけて2話連続形式で放送。

## 登場キャラクター
一部のキャラクターを除き、設定は原作の絵本『しずくちゃん』シリーズより引き継がれており、原作に登場するキャラクターの詳細についてはしずくちゃん#登場キャラクターを参照のこと。また、シャンプー姉さんとミネ夫君とロゼちゃんの声優が交替している。
ミクちゃん
声：原紗友里
人間の女の子。しずく星のしずくの森に不時着してきた。しずくちゃんと似ている部分があり、ピュアな心を持っている。かわいいもの、珍しいもの、花が好き。
パパ／ママ
声：酒巻光宏／寺田はるひ
ミクちゃんの両親。ミクちゃん同様しずくの森に不時着してきた。
アメバちゃん／ザッキー／ウィリー
声：平田真菜／駒谷昌男／相馬幸人
本作のヴィランズ。
テリー
声：巻島直樹
ミミちゃん
声：成田紗矢香
ゲンジ君
声：福圓美里
でんでん
声：矢部雅史
「ぷるるんっ!しずくちゃん」シリーズのつむりんに相当するキャラクター

## スタッフ
- 原案 - クーリア
- 監修 - ぎぼりつこ
- 企画 - 衣目川政男、山浦宗春、松元理人
- 監督 - のなかかずみ
- キャラクターデザイン - 牧内ももこ、荒牧園美
- 美術設定 - 森尾麻紀
- 背景デザイン - 李大熙
- 撮影監督 - Kim kwang min（第1話 - 第22話）、朱寧宇（第23話 - 第52話）、金光復（第23話 - 第52話）
- 編集 - 丹彩子
- 音響監督 - 麦島哲也
- 音楽 - 亀山耕一郎
- 音楽プロデューサー - 八木仁
- 音楽制作 - 日本コロムビア、ジェニュイン
- スーパーバイザー - 原田浩介、大塚将之、吉田正広
- プロデュサー - 康有一、岡田堅二朗
- アニメーション制作 - 旭プロダクション、Yoonif E&C（第1話 - 第16話）、K's CRAFT（第17話 - 第52話）
- 製作 - 創通、旭プロダクション、TOPPAN（第39話 - 第52話）、Yoonif E&C（第1話 - 第16話）、K's CRAFT（第17話 - 第52話）

## 主題歌
オープニングテーマ「ぴっちぴち♪しずくちゃん!!」
作詞 - 大森祥子 / 作曲 - 小杉保夫 / 編曲 - 神津裕之 / 歌 - 宮本佳那子とヤング・フレッシュ
エンディングテーマ「We Love しずくの星」
作詞 - 大森祥子 / 作曲 - 小杉保夫 / 編曲 - 神津裕之 / 歌 - 宮本佳那子とヤング・フレッシュ

## 各話リスト
| 話数 | サブタイトル                | 脚本       | 絵コンテ     | 演出         | 作画監督 |
| ---- | --------------------------- | ---------- | ------------ | ------------ | -------- |
| 1    | しずくの森は大さわぎ        | 菅良幸     | のなかかずみ | 細谷秋夫     | 朴起徳   |
| 2    | コロン君とロボコッ君        | 菅良幸     | 細谷秋夫     | 細谷秋夫     | 朴起徳   |
| 3    | しずくの森の学校            | 五十嵐暁美 | 前園文夫     | 布施康之     | 朴起徳   |
| 4    | とぅるるんの丘へ大冒険!?    | 五十嵐暁美 | 福冨博       | 布施康之     | 朴起徳   |
| 5    | 登場! アメバちゃん          | 菅良幸     | のなかかずみ | 細谷秋夫     | 朴起徳   |
| 6    | 対決! アメバちゃん          | 菅良幸     | 金大中       | Um sang yong | 朴起徳   |
| 7    | ハニーちゃんのはちみつ♪     | 五十嵐暁美 | 細谷秋夫     | 細谷秋夫     | 朴起徳   |
| 8    | はなたれ君を救え!           | 五十嵐暁美 | 前園文夫     | 布施康之     | 朴起徳   |
| 9    | 超エリート! ミネ夫君        | 菅良幸     | 福冨博       | 布施康之     | 朴起徳   |
| 10   | ワクワク♪ しずくパーク      | 菅良幸     | しぎのあきら | 布施康之     | 朴起徳   |
| 11   | どろろんあらわる!           | 五十嵐暁美 | 金大中       | 布施康之     | 朴起徳   |
| 12   | うるおいちゃんの帽子はどこ? | 五十嵐暁美 | 前園文夫     | 細谷秋夫     | 朴起徳   |
| 13   | みんなでダイエット!         | 滝晃一     | 細谷秋夫     | 細谷秋夫     | 朴起徳   |
| 14   | 占いの舘へ、ようこそ〜      | 滝晃一     | 福冨博       | 細谷秋夫     | 朴起徳   |
| 15   | デートで大さわぎ            | 菅良幸     | しぎのあきら | 布施康之     | 朴起徳   |
| 16   | どろろん学校へ行く          | 菅良幸     | 金大中       | 布施康之     | 朴起徳   |
| 17   | ハニーちゃんの初恋♪         | 五十嵐暁美 | 福冨博       | 金明賢       | 朴起徳   |
| 18   | ミスしずくの森コンテスト    | 五十嵐暁美 | 須田裕美子   | 細谷秋夫     | 朴起徳   |
| 19   | テリー、お役に立ちたいの    | 滝晃一     | 白承均       | 布施康之     | 朴起徳   |
| 20   | しずくの森のお祭りだい!     | 滝晃一     | 金大中       | 細谷秋夫     | 朴起徳   |
| 21   | あたらしいなかま♪ でんでん  | 菅良幸     | 前園文夫     | 布施康之     | 朴起徳   |
| 22   | プリンセス♪ アメバちゃん    | 菅良幸     | しぎのあきら | 細谷秋夫     | 朴起徳   |
| 23   | しずくの森大運動会          | 五十嵐暁美 | 白承均       | 布施康之     | 朴起徳   |
| 24   | しずくちゃんが二人!?        | 五十嵐暁美 | 金大中       | 細谷秋夫     | 朴起徳   |
| 25   | 妖精になったミクちゃん      | 菅良幸     | 前園文夫     | 布施康之     | 朴起徳   |
| 26   | さよなら、ミクちゃん        | 菅良幸     | 福冨博       | 細谷秋夫     | 朴起徳   |
| 27   | おかえり! ロゼちゃん        | 五十嵐暁美 | 細谷秋夫     | 細谷秋夫     | 朴起徳   |
| 28   | ふたりはアイドル            | 五十嵐暁美 | 白承均       | 布施康之     | 朴起徳   |
| 29   | ミネ夫君と宝の地図          | 滝晃一     | 金大中       | 細谷秋夫     | 朴起徳   |
| 30   | 恋するテリー                | 滝晃一     | 白承均       | 布施康之     | 朴起徳   |
| 31   | アメバちゃんのお見合い♪     | 菅良幸     | 金大中       | 布施康之     | 朴起徳   |
| 32   | でやんでぇ! ソバ男君        | 菅良幸     | 前園文夫     | 細谷秋夫     | 朴起徳   |
| 33   | しずくちゃん刑事登場!       | 五十嵐暁美 | のなかかずみ | 布施康之     | 朴起徳   |
| 34   | みんなでゲイジュツ!?        | 五十嵐暁美 | 金大中       | 細谷秋夫     | 朴起徳   |
| 35   | 怪獣になったミクちゃん      | 滝晃一     | 白承均       | 細谷秋夫     | 朴起徳   |
| 36   | でんでんとお使い♪           | 滝晃一     | 金大中       | 布施康之     | 朴起徳   |
| 37   | しずくちゃん、大ピンチ!     | 菅良幸     | 前園文夫     | 細谷秋夫     | 朴起徳   |
| 38   | ロゼちゃんのパパとママン♪   | 菅良幸     | 細谷秋夫     | 細谷秋夫     | 朴起徳   |
| 39   | とぅるるんの丘の女神様      | 滝晃一     | 金大中       | 細谷秋夫     | 朴起徳   |
| 40   | チャイタ王子がやってきた    | 滝晃一     | 白承均       | 布施康之     | 朴起徳   |
| 41   | ニンニンちゃんの忍者修行    | 五十嵐暁美 | 久保山英一   | 布施康之     | 朴起徳   |
| 42   | ミネ夫君が大あばれ!?        | 滝晃一     | 高橋知也     | 細谷秋夫     | 朴起徳   |
| 43   | ナースで大さわぎ            | 菅良幸     | のなかかずみ | 布施康之     | 朴起徳   |
| 44   | サミーのスター大作戦!       | 菅良幸     | 白承均       | 細谷秋夫     | 朴起徳   |
| 45   | パフュームちゃんのユーウツ  | 五十嵐暁美 | 金大中       | 布施康之     | 朴起徳   |
| 46   | 流されて、無人島            | 滝晃一     | 白承均       | 細谷秋夫     | 朴起徳   |
| 47   | どろんこ仮面、参上!         | 滝晃一     | 金大中       | 布施康之     | 朴起徳   |
| 48   | ミクちゃんママの日          | 菅良幸     | 細谷秋夫     | 細谷秋夫     | 朴起徳   |
| 49   | みるみるちゃんのお友達      | 五十嵐暁美 | 金大中       | 布施康之     | 朴起徳   |
| 50   | 勇者しずくの大冒険          | 滝晃一     | 白承均       | 細谷秋夫     | 朴起徳   |
| 51   | ミクちゃんを救え! 前編      | 菅良幸     | 金大中       | 布施康之     | 朴起徳   |
| 52   | ミクちゃんを救え! 後編      | 菅良幸     | のなかかずみ | 細谷秋夫     | 朴起徳   |

## 放送局
| 放送地域 | 放送局             | 放送期間                      | 放送日時         | 放送系列 | 備考               |
| -------- | ------------------ | ----------------------------- | ---------------- | -------- | ------------------ |
| 兵庫県   | サンテレビ         | 2012年10月5日 - 2013年9月27日 | 金曜 8:00 - 8:15 | 独立局   |                    |
| 千葉県   | チバテレビ         | 2012年10月6日 - 2013年3月30日 | 土曜 8:00 - 8:30 | 独立局   | キッズ劇場ピース枠 |
| 神奈川県 | tvk                | 2012年10月6日 - 2013年10月5日 | 土曜 8:00 - 9:00 | 独立局   | キッズ劇場ピース枠 |
| 日本全域 | キッズステーション | 2013年4月6日 - 2014年4月19日  | 土曜 7:30 - 7:45 | CS放送   |                    |